# Friedrich Franz August Riedesel zu Eisenbach
Friedrich Franz August Riedesel zu Eisenbach (* 8. Mai 1782 in Wetzlar; † 25. April 1853 in Lauterbach) aus dem Hause Riedesel war Standesherr und ab 1843 Erbmarschall der hessischen Landgrafschaften. 

## Leben
Friedrich Riedesel zu Eisenbach erbte als Senior der Familie nach dem Tod von August Riedesel zu Eisenbach 1843 Amt und Titel eines hessischen Erbmarschalls und den Rang eines Standesherren für die Herrschaft Riedesel. Als Standesherr war er automatisch Mitglied der ersten Kammer der Landstände des Großherzogtums Hessen. Er gehörte der Kammer von 1844 bis zur Abschaffung der Kammer nach der Märzrevolution 1849 an. 1844 bis 1849 und nach dem Sieg der Reaktion 1852–1853 war er Mitglied der Kurhessischen Ständeversammlung.